# Lepidepecreum eoum
Lepidepecreum eoum är en kräftdjursart som beskrevs av Gurjanova 1938. Lepidepecreum eoum ingår i släktet Lepidepecreum och familjen Lysianassidae. Inga underarter finns listade i Catalogue of Life.